# Gilberto Pressacco
Gilberto Pressacco (Sedegliano, 19 settembre 1945 – Udine, 17 settembre 1997) è stato un musicologo, direttore di coro e presbitero italiano.
Si laureò nel 1981 in Teologia a Roma con i professori Aniceto Molinaro e Vladimír Boublík, presentando una tesi intitolata La teologia " dalla prassi di liberazione" di Hugo Assmann: analisi strutturale e discussione critica; presso la facoltà di Lettere e filosofia a Padova si laureò nel 1986 con la tesi di Storia della musica Tropi, prosule e sequenze del Graduale Aquileiese cui relatori furono il prof. Giulio Cattin ed il maestro Giacomo Baroffio.
Oltre alla missione sacerdotale insegnò in varie scuole, tra cui il liceo classico J. Stellini di Udine, tra le altre, alle medie, superiori e al Conservatorio udinese. Affiancò a tali attività quella di ricerca storica, che coltivò in maniera piuttosto prolifica e si concentrò soprattutto sulla storia della musica del Friuli; a lui si deve la riscoperta di numerosi aspetti biografici di Giorgio Mainerio. Si occupò altresì di aspetti antropologici ed ecclesiologici del natìo territorio friulano e di quelli contermini. La sua attività venne prematuramente interrotta dalla morte sopraggiunta nel 1997.
Un'accurata bibliografia della sterminata mole di opere e studi da lui compiuti è contenuta in "Viaggio nella notte della Chiesa Aquileiese", sorta di libro-intervista pubblicato dopo la sua morte, e scritto da Raffaella Paluzzano (Gaspari Editore, Udine 1998), che può considerarsi un sintetico compendio della sua attività. In sua memoria è stata istituita l'Associazione Culturale "don Gilberto Pressacco".